# Goodbye Lullaby
Goodbye Lullaby je čtvrté studiové album zpěvačky Avril Lavigne vydané roku 2011 s hlavním singlem „What the Hell“, který měl premiéru 31. prosince 2010 v pořadu Dick Clark's New Year's Rockin' Eve.
Album Goodbye Lullaby bylo vydáno 8. března 2011 v základní a rozšířené verzi (Deluxe edition). Základní verze obsahuje 14 písniček, rozšířená verze obsahuje navíc skladbu „Bad Reputation“ a 3 akustické verze písniček „What the Hell“, „Push“ a „Wish You Were Here“. Rozšířená verze obsahuje také DVD z přípravy alba.

## Seznam skladeb
| Pořadí | Název              | Hudba                 | Text                          | Délka |
| ------ | ------------------ | --------------------- | ----------------------------- | ----- |
| 1.     | Black Star         | Deryck Whibley        | Avril Lavigne                 | 1:34  |
| 2.     | What the Hell      | Martin, Shellback     | Lavigne, Max Matin, Shellback | 3:40  |
| 3.     | Push               | Whibley               | Lavigne, Evan Taubenfeld      | 3:01  |
| 4.     | Wish You Were Here | Martin, Shellback     | Lavigne, Martin, Shellback    | 3:45  |
| 5.     | Smile              | Max Martin, Shellback | Lavigne, Martin, Shellback    | 3:29  |
| 6.     | Stop Standing Here | Butch Walker          | Lavigne                       | 3:27  |
| 7.     | I Love You         | Martin, Shellback     | Lavigne, Martin, Shellback    | 4:01  |
| 8.     | Everybody Hurts    | Whibley               | Lavigne, Taubenfeld           | 3:41  |
| 9.     | Not Enough         | Whibley               | Lavigne, Taubenfeld           | 4:18  |
| 10.    | 4 Real             | Lavigne               | Lavigne                       | 3:28  |
| 11.    | Darlin'            | Whibley               | Lavigne                       | 3:50  |
| 12.    | Remember When      | Whibley               | Lavigne                       | 3:29  |
| 13.    | Goodbye            | Lavigne               | Lavigne                       | 4:29  |
| 14.    | Alice              | Walker                | Lavigne                       | 5:00  |